# Жан Фредерік Базиль
Жан Фредерік Базиль, відоміший як Фредерік Базиль (фр. Jean Frédéric Bazille; 6 грудня 1841, Монпельє — 28 листопада 1870, Бон-ла-Роланд) — французький художник, один із засновників імпресіонізму у живописі.

## Біографія

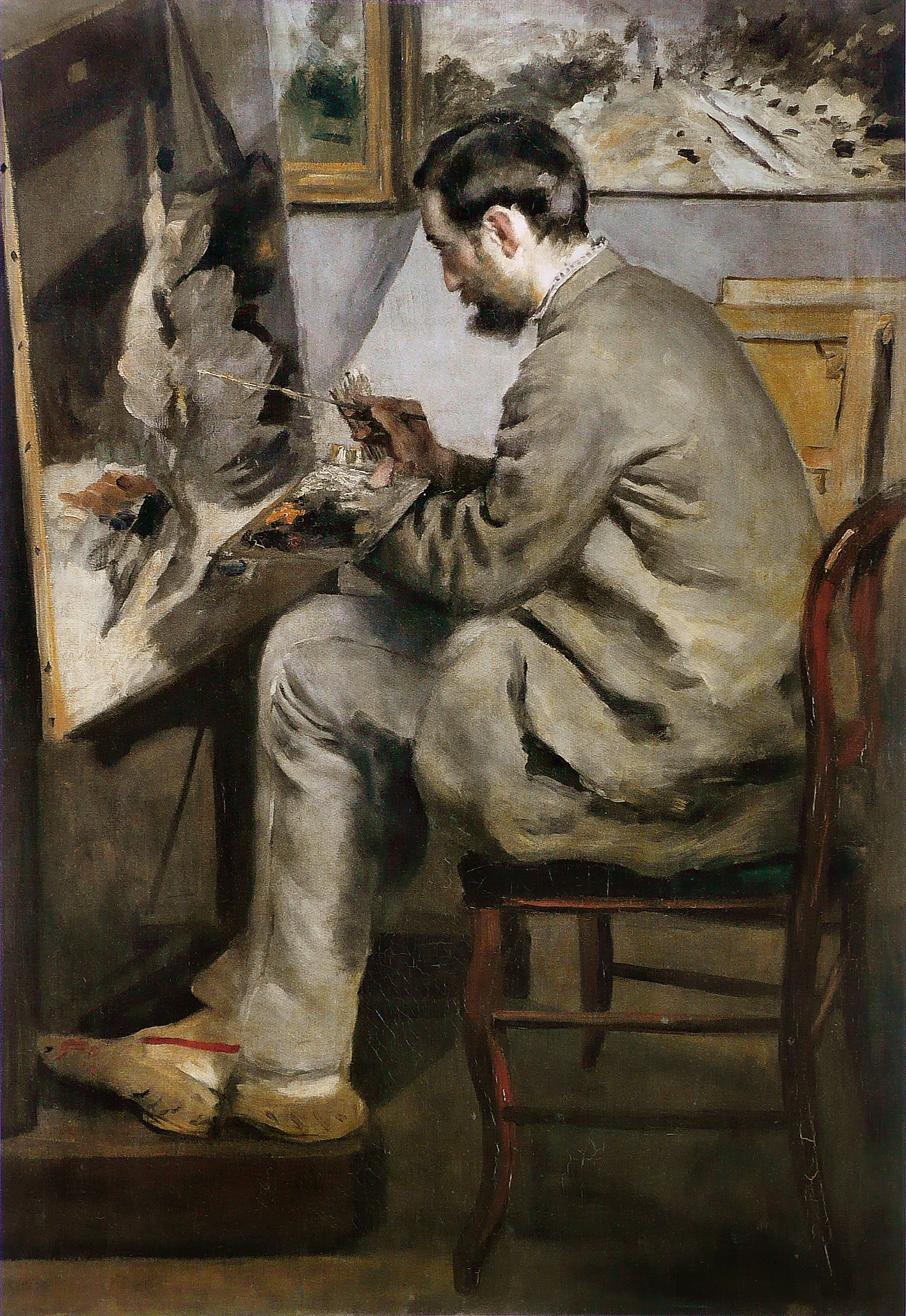
П'єр Огюст Ренуар. «Портрет Базиля»

Народився 6 грудня 1841 у французькому місті Монпельє (департамент Еро), у доволі заможній протестантській сім'ї. Захопився живописом під впливом картин Ежена Делакруа.
У 1859 почав вивчати медицину.
У 1862 переїхав до Парижа, щоб продовжити навчання. У столиці познайомився з Ренуаром і всерйоз почав займатися образотворчим мистецтвом.
Всупереч бажанню батьків, Базиль вступив в художню студію Шарля Глейра, де познайомився з Клодом Моне і Альфредом Сіслеєм. Молоді люди організували групу однодумців. Їх кумирами були Гюстав Курбе і Едуар Мане. За прикладом художників барбізонської школи, Базиль і його друзі пробували свої сили у пленері. У Шаї в товаристві Мане писав види Нормандії, позував для картини «Сніданок на траві». Його улюблена тема — людина та природа.

## Творчість
Картини художника насичені сонцем, світлими і яскравим фарбами, що додають особливу натхненність образам. Починаючи з 1866 року, художник брав кілька разів участь в офіційних Салонах. Востаннє він брав участь у виставці 1870 року, і цього ж року пішов добровольцем на франко-прусську війну. Художник був убитий 28 листопада 1870 року в бою під Бон-ла-Роландом.
За спогадами друзів Базиль був талановитим, про що можна судити з його нечисленних робіт. Хоча Жан Фредерік Базиль не дожив до першої виставки імпресіоністів, він був тісно з ними пов'язаний, так як його картини новаторські за своєю специфікою, передають враження художника від повсякденного життя.

### Творчий доробок
- Рожева сукня / La Robe rose (1864)
- Автопортрет / Autoportrait, (1865)
- У колі сім'ї / Réunion de Famille, (1867)
- Огюст Ренуар / Portrait d'Auguste Renoir (1867)
- Грішник / Pécheur à l'épervier (1868)
- В селі / Vue de village, (1868)
- Літня сцена / Scène d'été, 1869
- Туалет / La Toilette, (1870)
- Майстерня на вулиці Ла Кондамін / L'Atelier de la rue La Condamine, (1870)
- Маленький садівник / Le Petit Jardinier

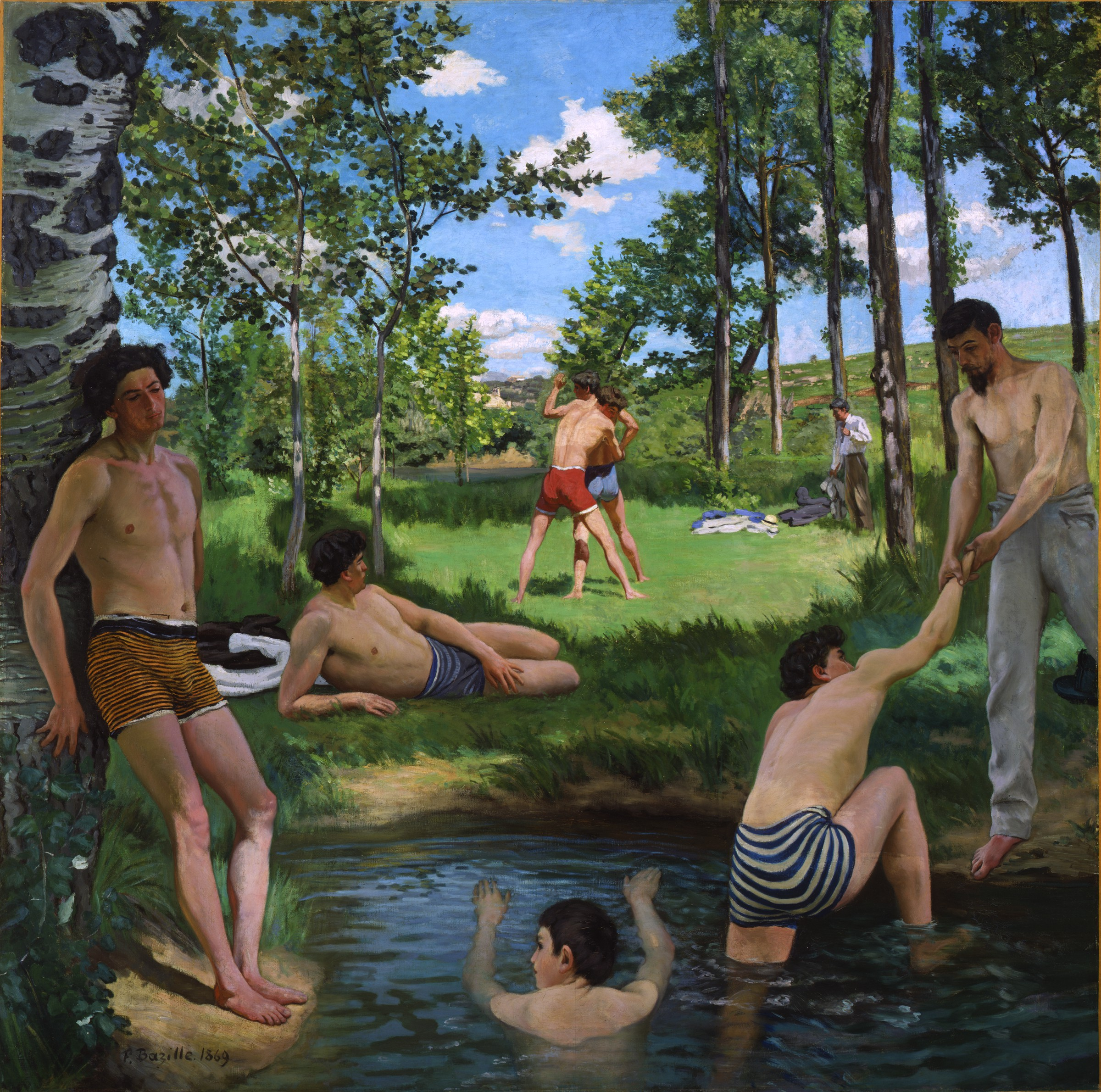
Літня сцена
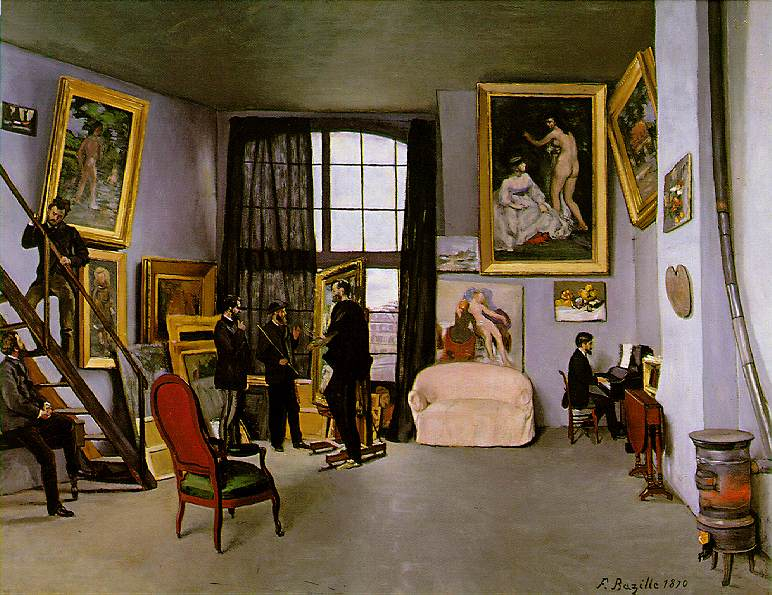
Майстерня на вулиці Ла Кондамін
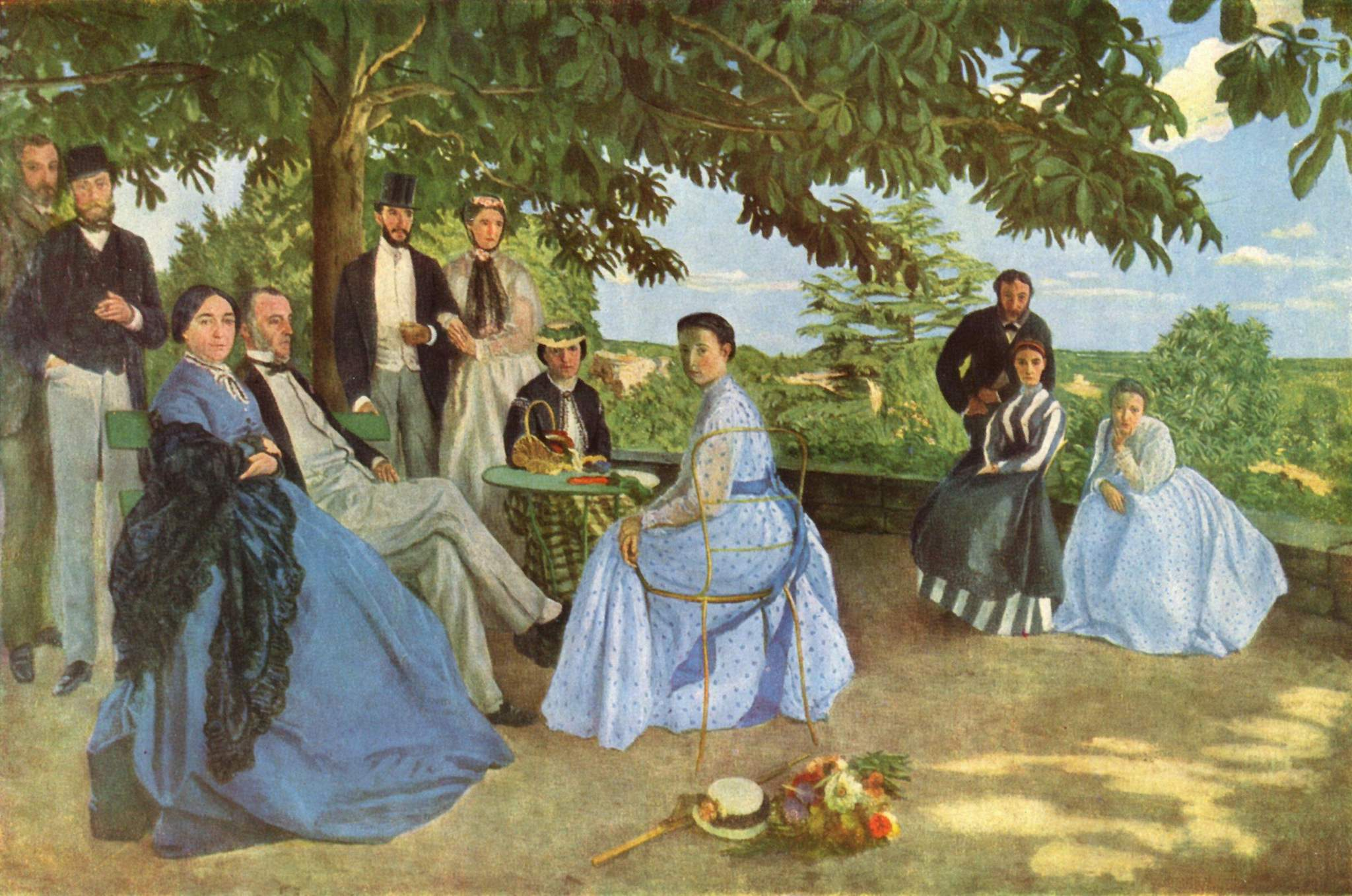
У колі сім'ї
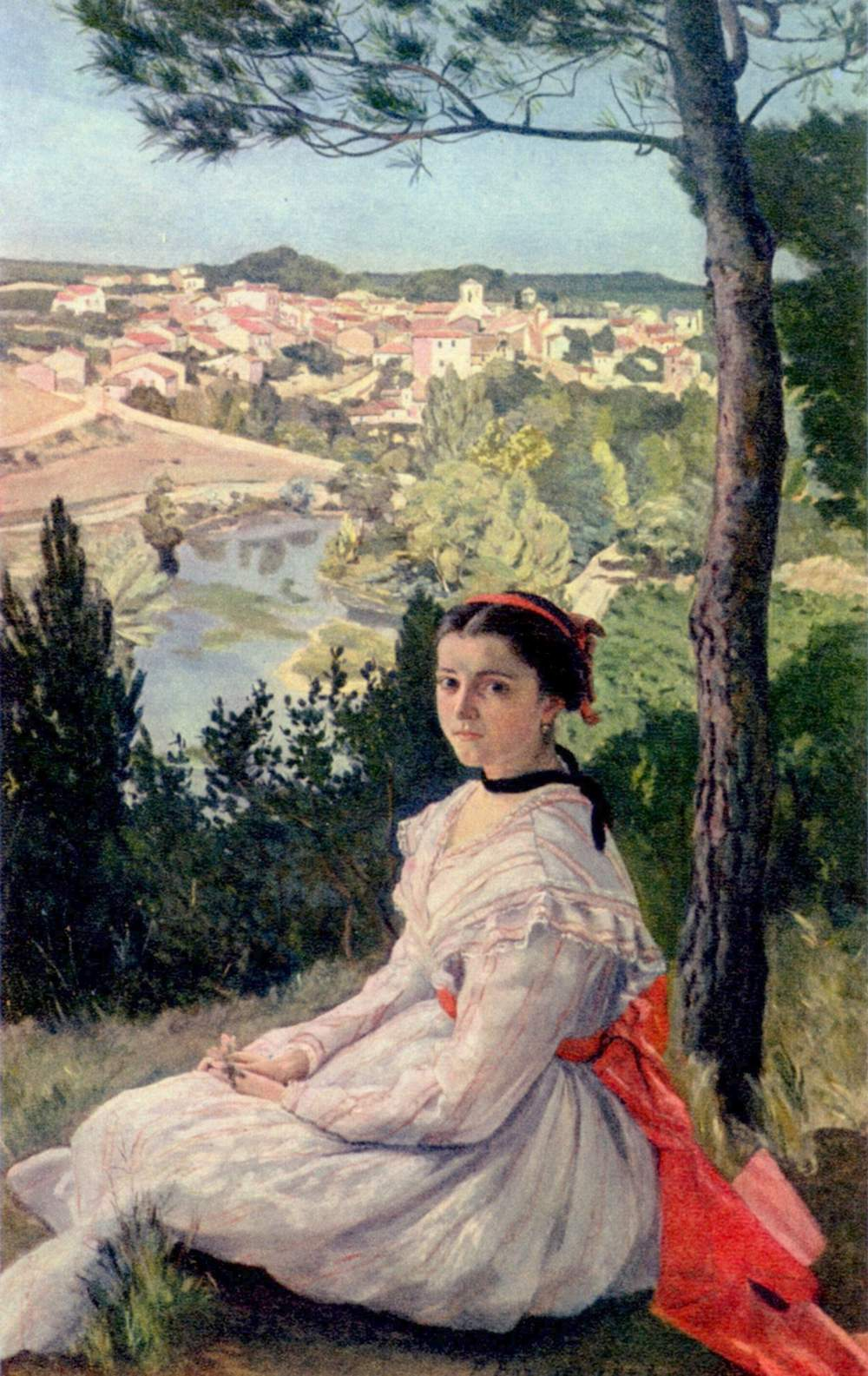
В селі
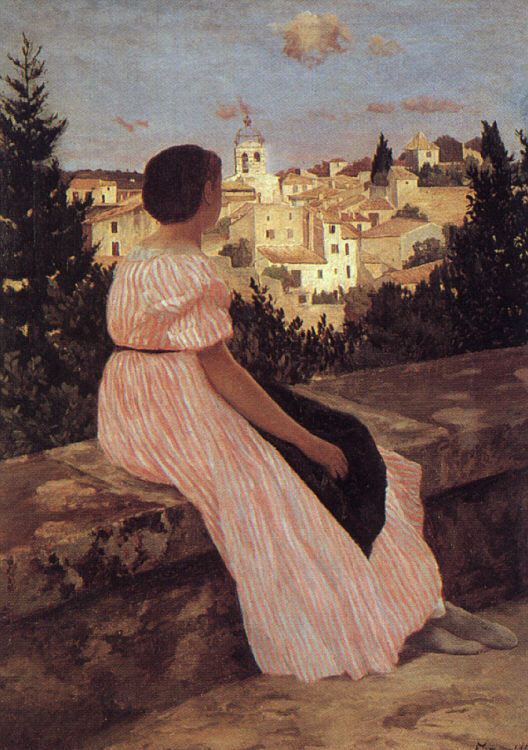
Рожева сукня
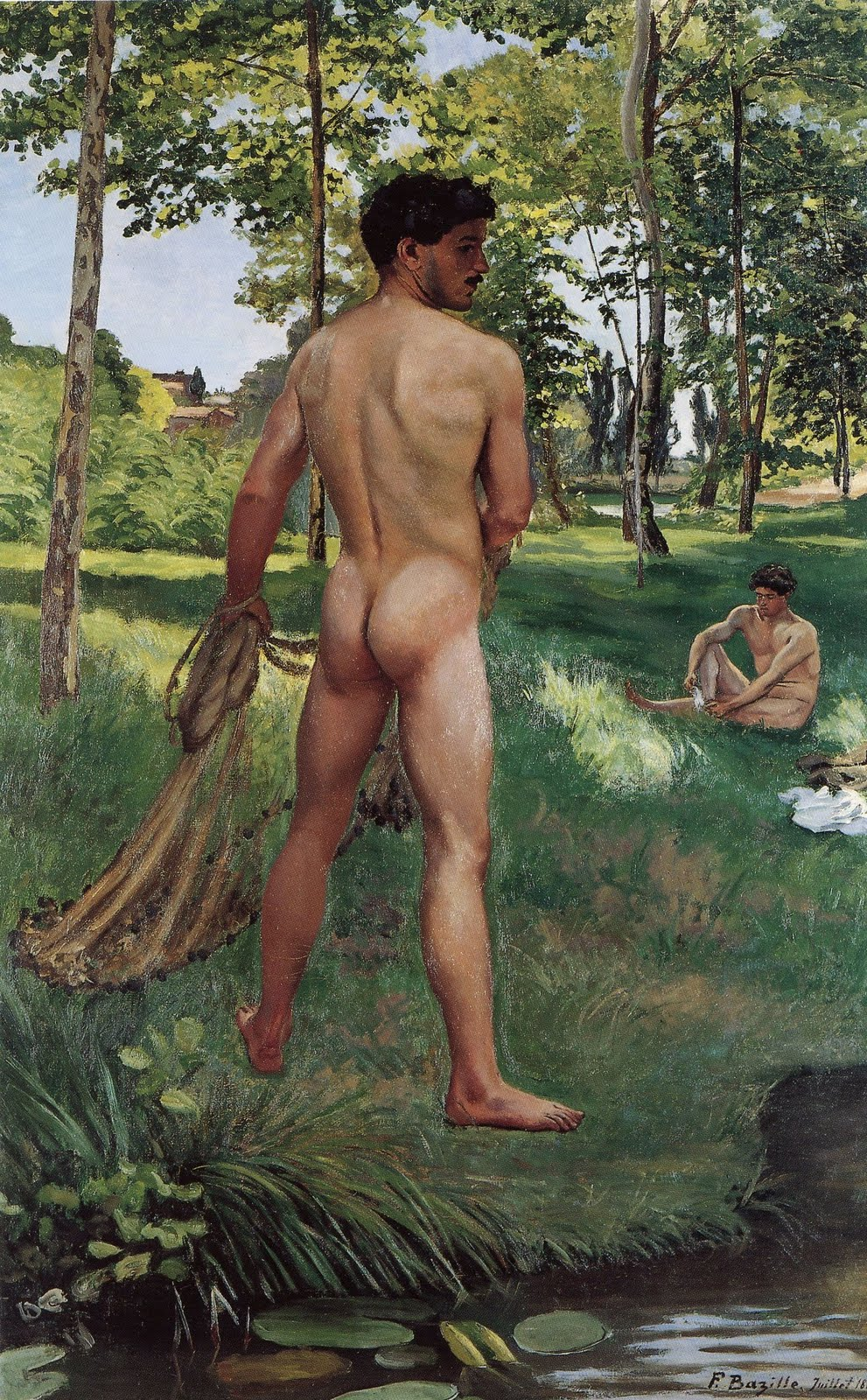
Грішник
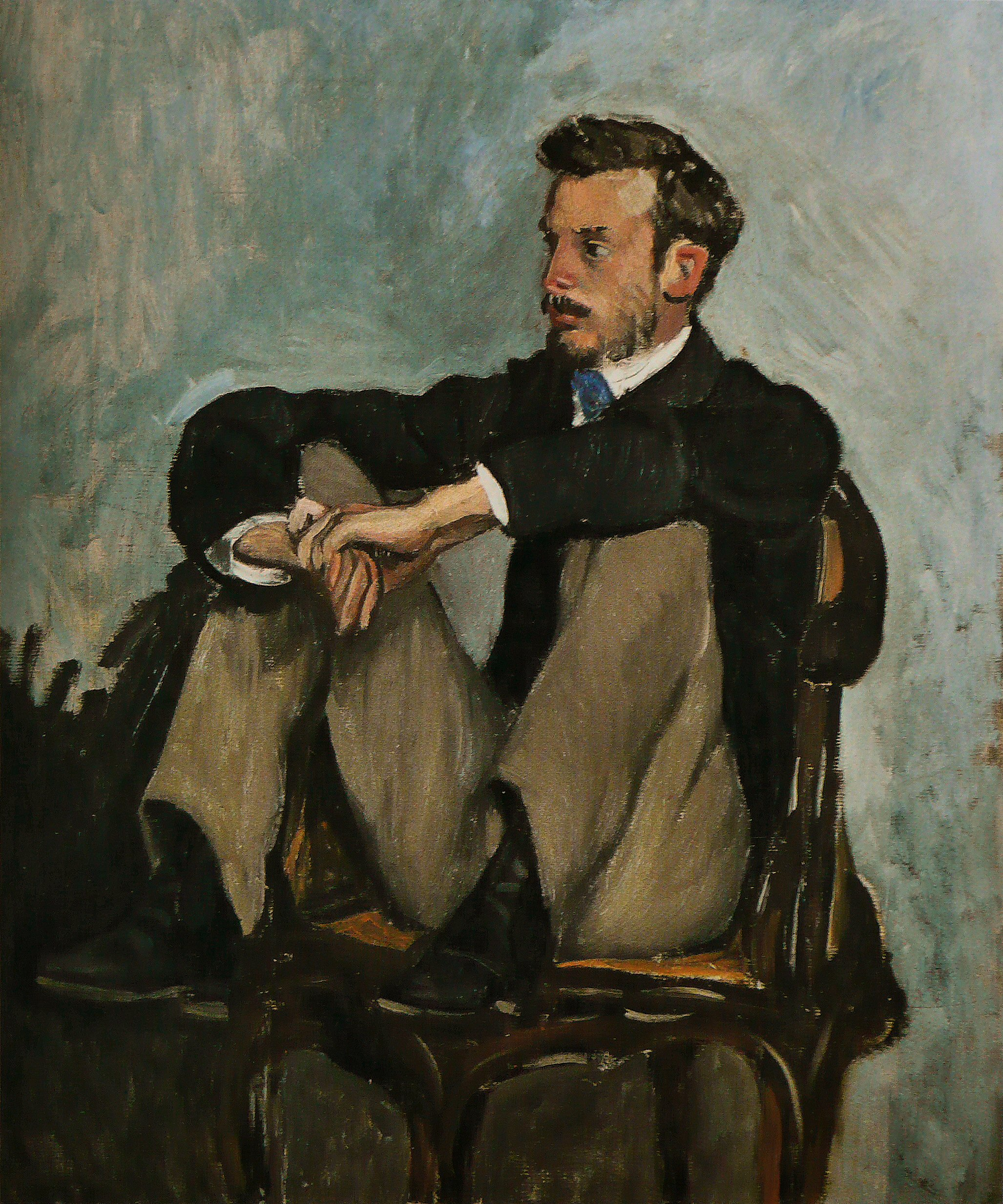
Огюст Ренуар
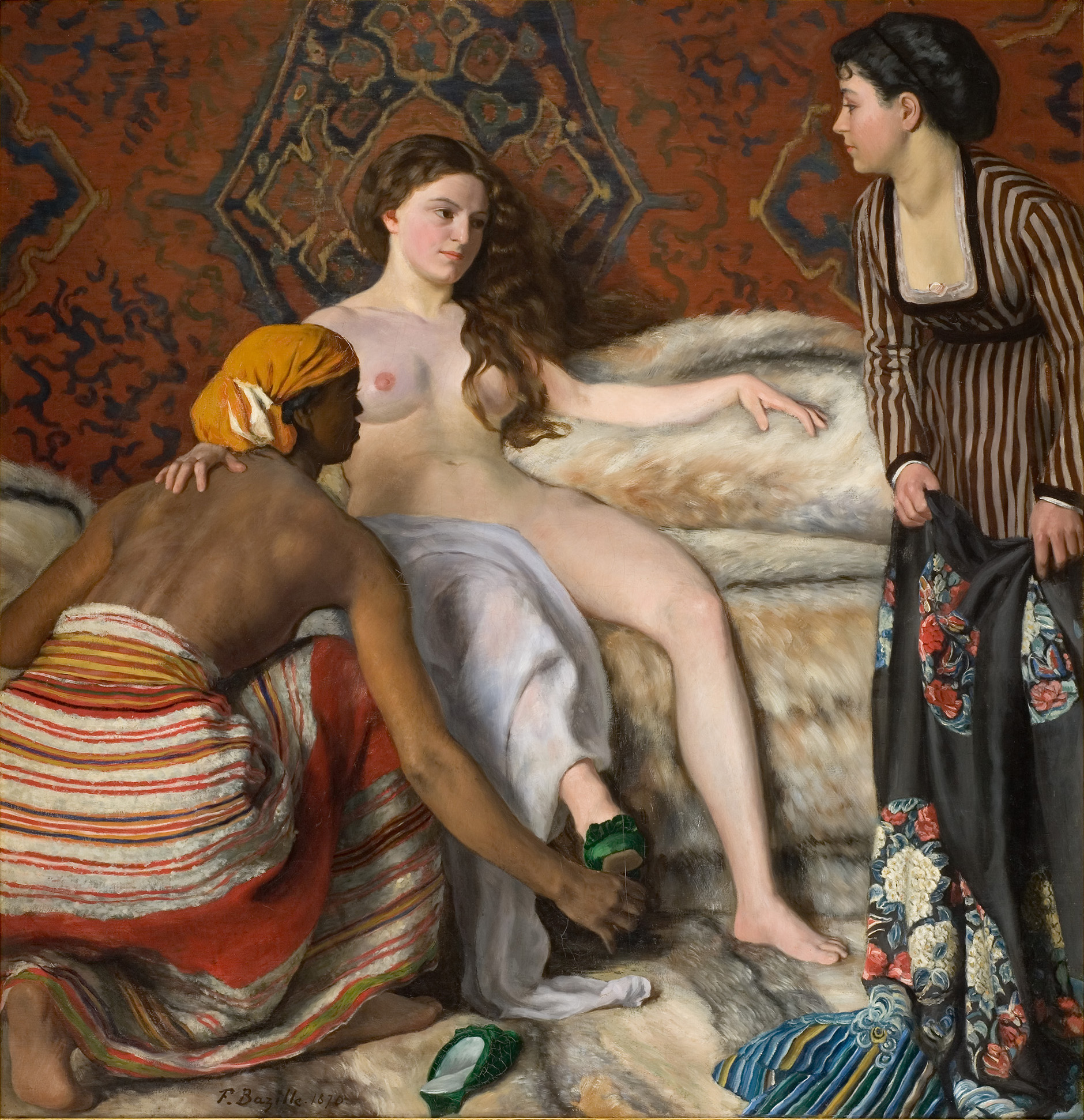
Туалет